# Fulton County, Kentucky
Fulton County är ett administrativt område i delstaten Kentucky, USA, med 6 813 invånare. Den administrativa huvudorten (county seat) är Hickman.  

## Geografi
Enligt United States Census Bureau har countyt en total area på 597 km². 541 km² av den arean är land och 56 km² är vatten. 

### Angränsande countyn
- Mississippi County, Missouri - nordväst, över floden Mississippi
- Hickman County - nordost
- Obion County, Tennessee - syd
- Lake County, Tennessee - sydväst
- New Madrid County, Missouri - väster över floden Mississippi